# Sainte-Gemmes
Sainte-Gemmes foi uma comuna francesa na região administrativa do Centro, no departamento Loir-et-Cher. Estendia-se por uma área de 8,38 km². Em 2010 a comuna tinha 101 habitantes (densidade: 12,1 hab./km²).
Em 1 de janeiro de 2017, passou a formar parte da comuna de Oucques La Nouvelle.